# オトラント海峡海戦 (1917年)
オトラント海峡海戦は、1917年5月15日にオーストリア＝ハンガリー帝国海軍と、イギリス、フランス、イタリア海軍艦艇などとの間で戦われた海戦である。第一次世界大戦中にアドリア海で生起した海戦で最大のものである。

## 背景
第一次世界大戦が勃発すると、イタリアはドイツとオーストリアとの間で結ばれた同盟条約を1915年に破棄して両国に宣戦布告する。連合国側は、それ以前からフランス海軍などがアドリア海においてオーストリア＝ハンガリー帝国海軍の港湾封鎖を試みていたが、同国海軍潜水艦の反撃を受けて封鎖は失敗し、参戦後のイタリアを含め連合国側の主力艦は1915年以降、アドリア海での行動を断念するに至った。それ以来、連合国側は同海域入口のオトラント海峡を封鎖する方針に転換し、同海峡に防潜網と機雷堰による封鎖線を構築の上、徴用漁船を改装したドリフター（特設掃海艇・駆潜艇）を配置して海峡の封鎖を行った。
この封鎖線は最大幅40マイルにもなり、設置された場所からオトラント堰と呼ばれた。封鎖線は機雷堰を伴っていたため船舶で強引に突破することはかなり危険であった。また、哨戒に当たるドリフターは多い時で100隻以上に上った。
開戦以来オーストリア＝ハンガリー帝国海軍は現存艦隊主義を採り、無理な交戦を避けて艦隊の戦力の維持を図る一方、軽巡洋艦や駆逐艦・水雷艇による機動作戦を展開し、アドリア海に侵入する連合軍艦艇への攻撃をしばしば実施した。オトラント堰への攻撃も20回以上実施している。中でも、1917年5月から7月に掛けて行われた戦いが最も大きかった。

## オトラント堰への攻撃
1917年5月14日、オーストリア＝ハンガリー帝国海軍によるオトラント堰攻撃作戦が開始され、二つの部隊がカッタロから出撃して南へ向かった。部隊の一つは巡洋艦「ノヴァラ」、「ヘルゴラント」、「サイダ」で、指揮は「ノヴァラ」のホルティ・ミクローシュ大佐がとった。他の一隊は駆逐艦「チェペル」と「バラトン」であった。
5月15日未明、まず「チェペル」と「バラトン」がイタリアの船団を発見した。イタリアの船団は3隻の貨物船と護衛の駆逐艦「ボレア (Borea)」からなり、ターラントからヴロラへ向かう途中であった。「チェペル」と「バラトン」は船団を攻撃し、「ボレア」と貨物船1隻を沈めた。「ボレア」の死者行方不明者は11名であり、貨物船では22名であった。
一方、3隻の軽巡洋艦も分散し個別にオトラント堰のドリフターを攻撃し、14隻を沈め、他数隻を大破させた。ドリフター乗組員は72人が捕虜となり死者行方不明者はおそらく9人であった。

## 連合国軍による追撃
各所からの報告によりオーストリア＝ハンガリー帝国海軍による攻撃が行われていることを知ると、イタリアのアルフレッド・アクトン提督 (Alfredo Acton) はブリンディジ在泊の艦艇に出撃準備を命じた。加えて、アドリア海で哨戒任務に就いていた、イタリアの偵察艦「カルロ・ミラベロ (Carlo Mirabello)」とフランスの駆逐艦「コマンダン・リヴィエール(Commandant Rivière)」、「ビッスン(Bisson）」、「シメテレ(Cimeterre)」からなる部隊（以下ミラベログループ）に南へ向かうよう命じた。ブリンディジからはまずイギリスの軽巡洋艦「ブリストル」がイタリアの駆逐艦「ロソリーノ・ピロ(Rosolino Pilo)」と「アントニオ・モスト(Antonio Mosto)」を伴って出撃した。続いてイギリスの軽巡洋艦「ダートマス」とイタリアの駆逐艦「シモーネ・シアフィーノ(Simone Schiaffino)」、「ジョヴァンニ・アチェルビ(Giovanni Acerbi)」が出撃し、その後に偵察艦「アキラ (Aquila)」が出撃した。これらの艦艇は合流し（以下ダートマスグループ）、オーストリア＝ハンガリー帝国艦隊のほうへと向かった。ダートマスグループはアクトンが直接指揮していた。
最初はミラベログループがオーストリア＝ハンガリー帝国の巡洋艦と遭遇した。短時間の交戦後、ミラベログループはオーストリア＝ハンガリー帝国の巡洋艦から離れた。次はオーストリア＝ハンガリー帝国の駆逐艦「チェペル」と「バラトン」がダートマスグループの先頭を行く「アキラ」と遭遇し、交戦した。この交戦で「アキラ」は被弾し、航行不能となった。この後「チェペル」と「バラトン」はイタリア駆逐艦の追跡を振り切りドウラッツオ (Durazzo) へ逃げ込んだ。損傷した「アキラ」は「Simone Schiaffino」に曳航され、「ロソリーノ・ピロ(Rosolino Pilo)」と「シメテレ(Cimeterre)」に護衛されて帰投した。
一方、ホルティは東へ向かう煙を発見し、続いてダートマスグループを発見した。ホルティは最初の煙を「チェペル」と「バラトン」だと判断しており、それらから敵を引き離そうとして「ダートマス」および「ブリストル」と戦闘に入った。またホルティは援軍を求め、それを受けて装甲巡洋艦「ザンクト・ゲオルク」が駆逐艦「タトラ」、「ワラスディナー（Warasdiner）」および水雷艇4隻を伴ってカッタロから出撃した。戦闘は両軍が単縦陣をなし、北へ向かいながら行われるかたちとなった。ホルティの巡洋艦は「ノヴァラ」が先頭でその後に「ヘルゴラント」、「サイダ」の順で続いた。連合国軍側は「ダートマス」が先頭でその後に「ブリストル」、「Giovanni Acerbi」、「アントニオ・モスト(Antonio Mosto)」が続いた。しかし、艦底の状態が良くなくて抵抗が大きかった「ブリストル」の速度は遅れていった。一方、オーストリア＝ハンガリー側でも速度の遅い「サイダ」が遅れた。また、「ノヴァラ」が被弾による被害で速度が低下した。
「ダートマス」は「ブリストル」が追いつくのを待った後、「サイダ」に攻撃を集中した。さらにこの頃「ノヴァラ」はついに停止してしまい、オーストリア＝ハンガリー帝国軍は危機に陥ったが、間もなく装甲巡洋艦「ザンクト・ゲオルク」以下の増援部隊が接近し、それに気づいたイギリスの軽巡洋艦は追撃をやめ反転した。

## 両軍の帰投
「ダートマス」は帰路の途中で潜水艦「U25」の攻撃を受けて大破し、随伴していた駆逐艦2隻は機雷に接触して沈没してしまう。

## 結果
この海戦は、オーストリア＝ハンガリー帝国海軍に有利に展開し、封鎖は事実上解除される。これによりホルティは国民的英雄として称えられた。そして、少将の階級でありながら1918年3月にオーストリア＝ハンガリー帝国海軍総司令官の地位に抜擢された。
オトラント堰の受けたダメージは大きく、この年の秋に一旦放棄される。しかし、地中海でのオーストリア＝ハンガリー潜水艦部隊による通商破壊の被害が大きくなったことから、連合国は1918年2月、オトラント堰の再建を決定した。
封鎖は解除され、オーストリア＝ハンガリー帝国海軍にとって潜水艦の作戦には一層有利な状況を得たものの、主力艦隊による積極的な攻勢をとるまでの状況は生起せず、引き続き戦力を保持したまま現存艦隊主義を続けることとなる。オトラント堰が再び強化された1918年6月に至り、オーストリア＝ハンガリー帝国海軍は主力艦隊を出撃させて封鎖の打開を図ったが、このときはイタリア海軍の魚雷艇（MAS艇）の攻撃を受けて弩級戦艦セント・イシュトヴァーンを喪失したため、作戦は中止された。
また、連合国側海軍も緒戦でオーストリア＝ハンガリー潜水艦による損害を受けて以来、アドリア海での主力艦の行動は極めて消極的なままであり、この海戦後も変わることはなかった。
双方の海軍とも消極的な姿勢を続けて1918年の終戦を迎えることとなる。